# Christian Antidormi
Christian Antidormi est un acteur de télévision australien né le 20 mai 1992 à Sydney.

## Filmographie

### Cinéma
- 2025 : Honey Don't! d'Ethan Coen

### Télévision
- 2009-2011 : Trop la classe ! (As the Bell Rings) : Vince
- 2012 : Summer Bay : Jayden Post
- 2013 : Spartacus : La Guerre des damnés : Tiberius Crassus
- 2014 : Anzac Girls : le sergent Charles « Chuck » Winterhalder
- 2015 : Strike Back : Finn, le fils de Damien Scott
- 2020 : Roswell, New Mexico : Forrest